# Ayizo
Die Sprache Ayizɔ-Gbe (ISO 639-3: ayb) ist eine Gbe-Sprache aus der Untergruppe der Aja-Sprachen und wird von insgesamt 227.000 Personen (2006) in den beninischen Provinzen Mono und Atlantique gesprochen.
Die Sprache hat mehrere Dialekte: kadagbe (kada-gbe), ayizo-seto, ayizo-tori und ayizo-kobe. Die meisten Sprecher beherrschen auch die Sprache fon [fon], aber immer mehr Sprecher gehen dazu über, die Sprache Französisch zu übernehmen. Die Schrift der Sprache ist die lateinische Schrift.